# Lacs de Laffrey
Les lacs de Laffrey sont quatre lacs situés sur le plateau de la Matheysine, entre la commune de Laffrey et la commune de Pierre-Châtel, en Isère, face au massif du Taillefer. En raison de leur origine glaciaire commune et de leur disposition les uns à la suite des autres, ils forment un exemple de lacs à chapelet.

## Description

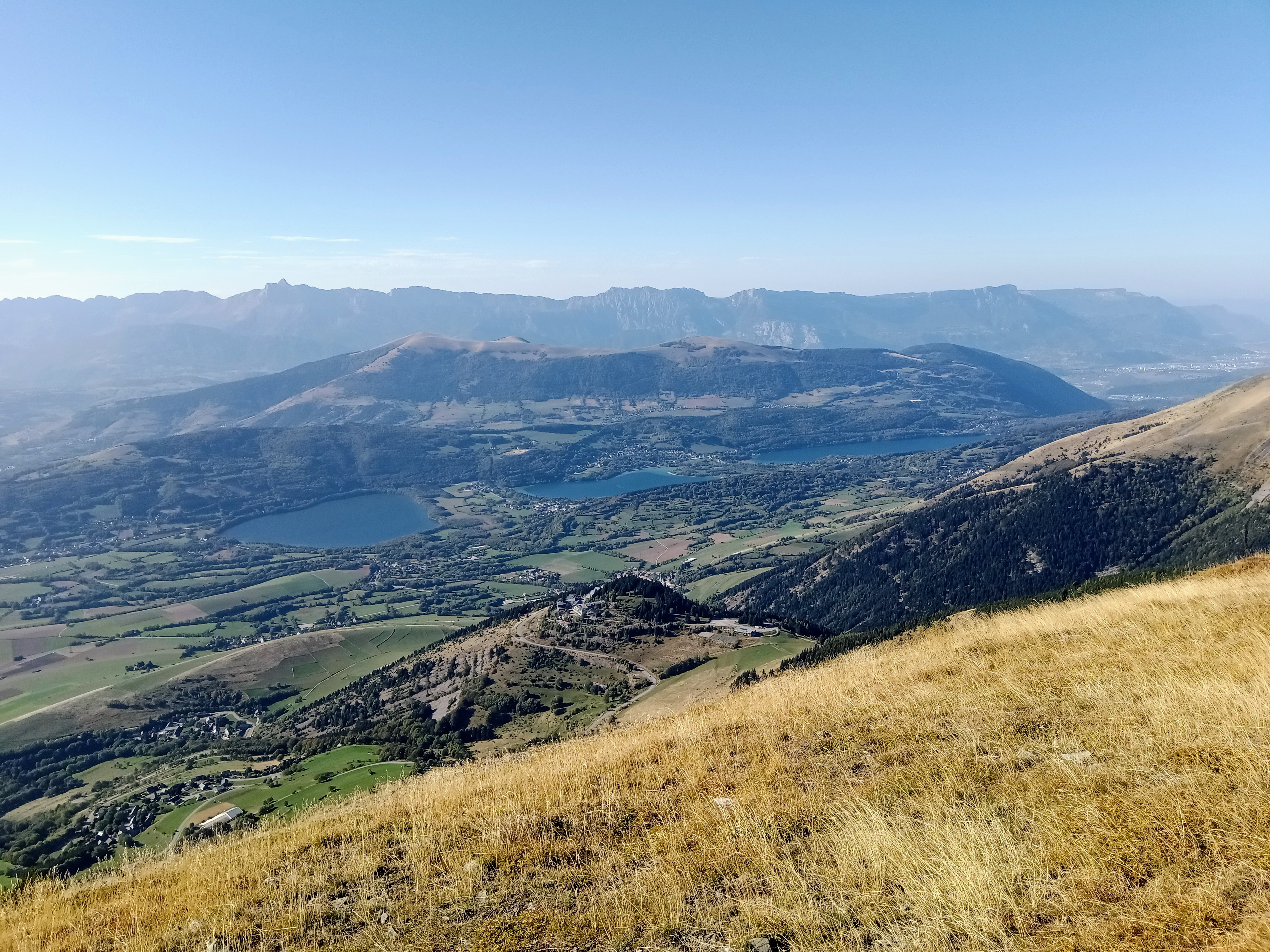
Vue depuis le Piquet de Nantes au sud-est du lac de Pierre-Châtel, du lac de Pétichet et du Grand lac de Laffrey (de gauche à droite) avec en arrière-plan la montagne du Conest et le massif du Vercors.

Ces lacs sont des de type glaciaire. Du nord au sud, on trouve : 
- le lac Mort, d'une superficie de 30 hectares, le plus petit en superficie ;
- le Grand lac de Laffrey, d'une superficie de 120 hectares, souvent dénommé Lac de Laffrey car, situé près du bourg de Laffrey c'est aussi le plus connu, le plus fréquenté car le plus proche de Grenoble, par la route, et le plus grand des quatre ;
- le lac de Pétichet, d'une superficie de 70 hectares ;
- le lac de Pierre-Châtel, d'une superficie de 98 hectares.

## Accès
Ces lacs (à l'exception du lac mort) sont tous bordés par la route nationale 85, plus connue sous le nom de « route Napoléon »

## Histoire géologique
Durant la glaciation de Würm inférieur, le glacier de la Romanche se positionnait à l'entrée de la Matheysine, puis durant le Würmien moyen, ce glacier a totalement disparu du plateau. La création des quatre lacs de Laffrey s'est alors effectuée entre ces deux périodes durant le retrait progressif du glacier.

## Représentation dans la peinture
Le peintre Claude Pollet réalise deux tableaux où l'on peut voir ces lacs sans pouvoir toutefois identifier le lac, Environs de Laffrey en 1842 et Lac de Laffrey, effet de Soleil en 1853. Ces peintures étant conservées au musée de Grenoble.

## Galerie

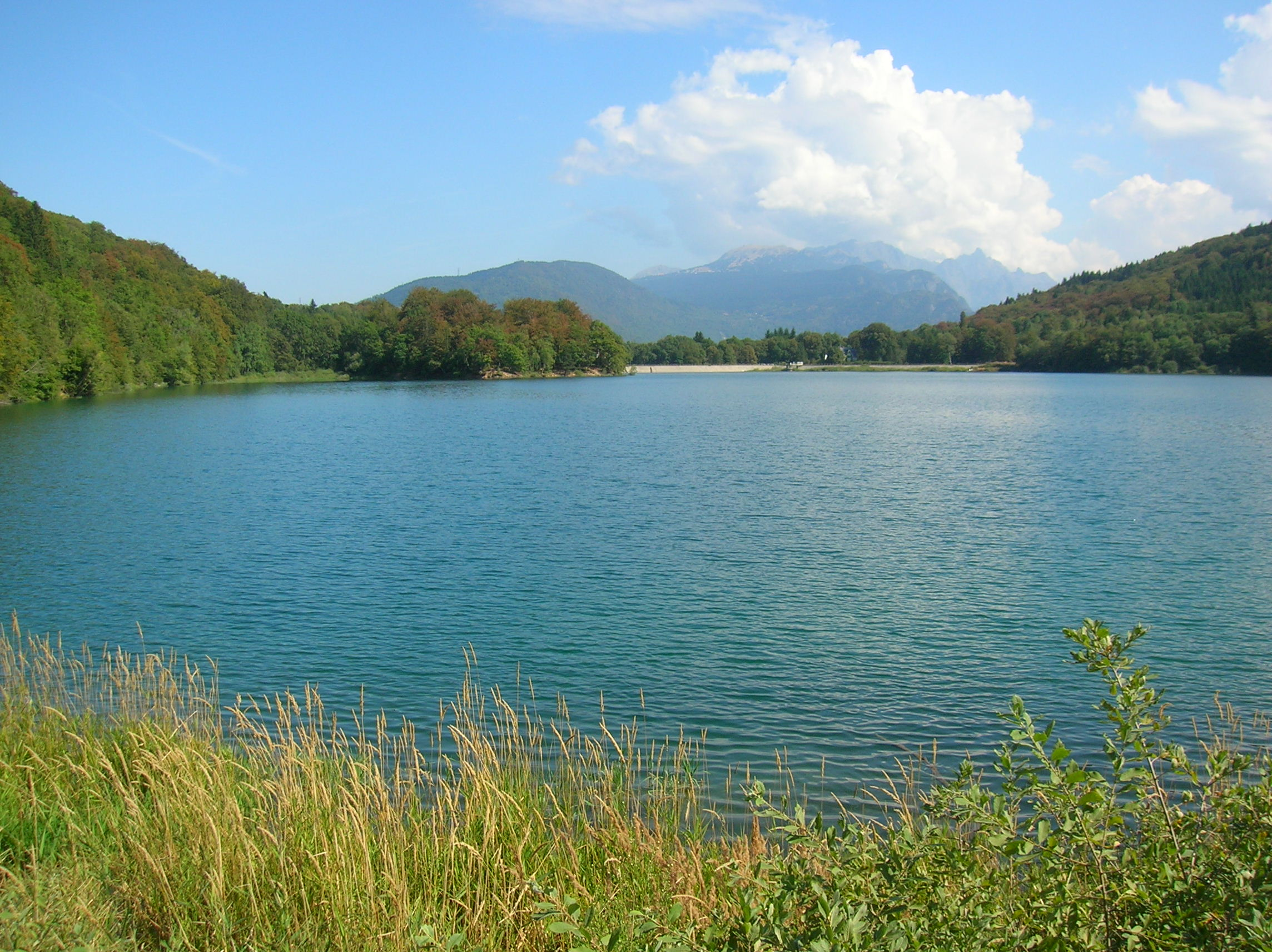
Le lac Mort
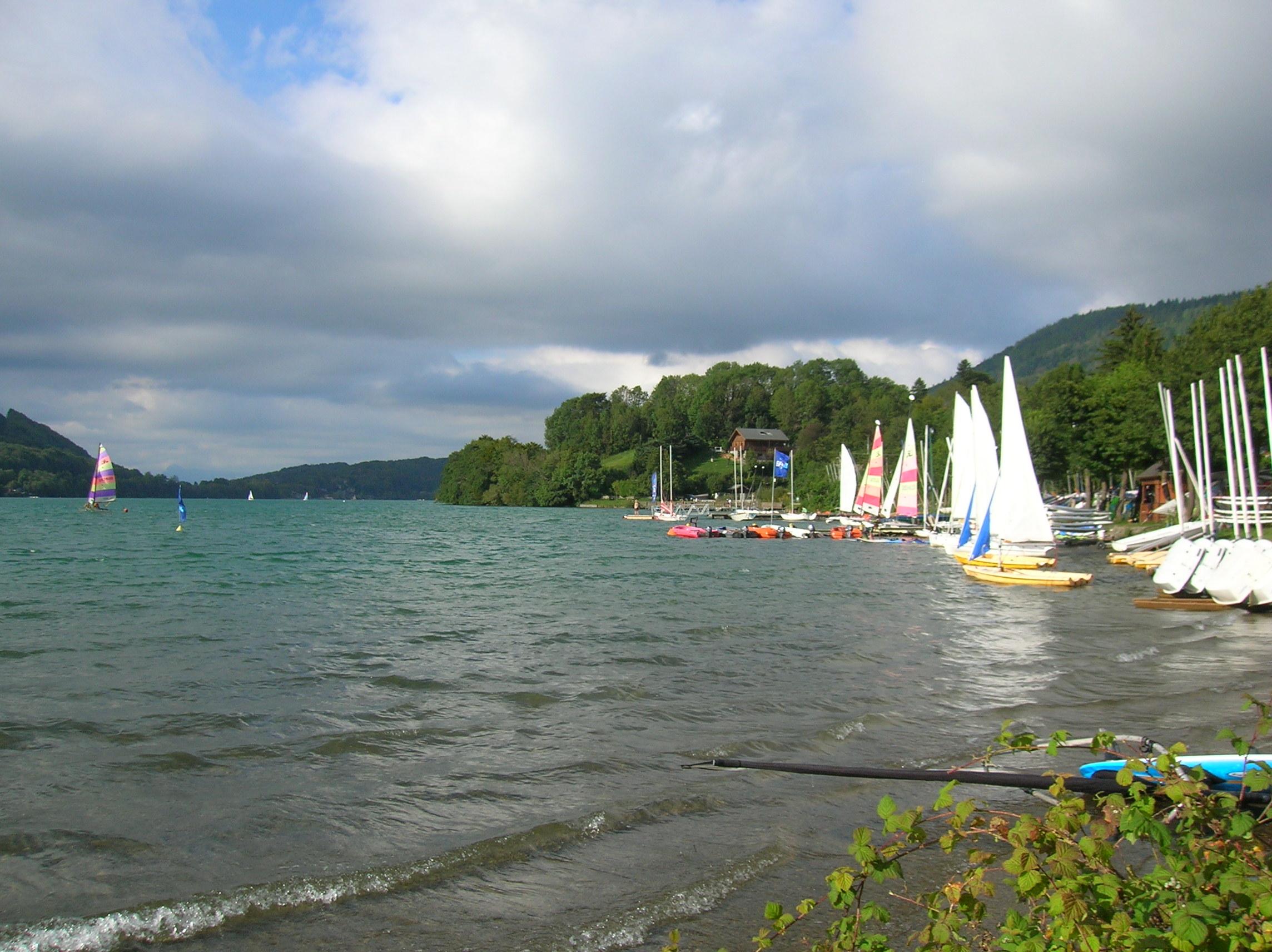
Grand Lac de Laffrey
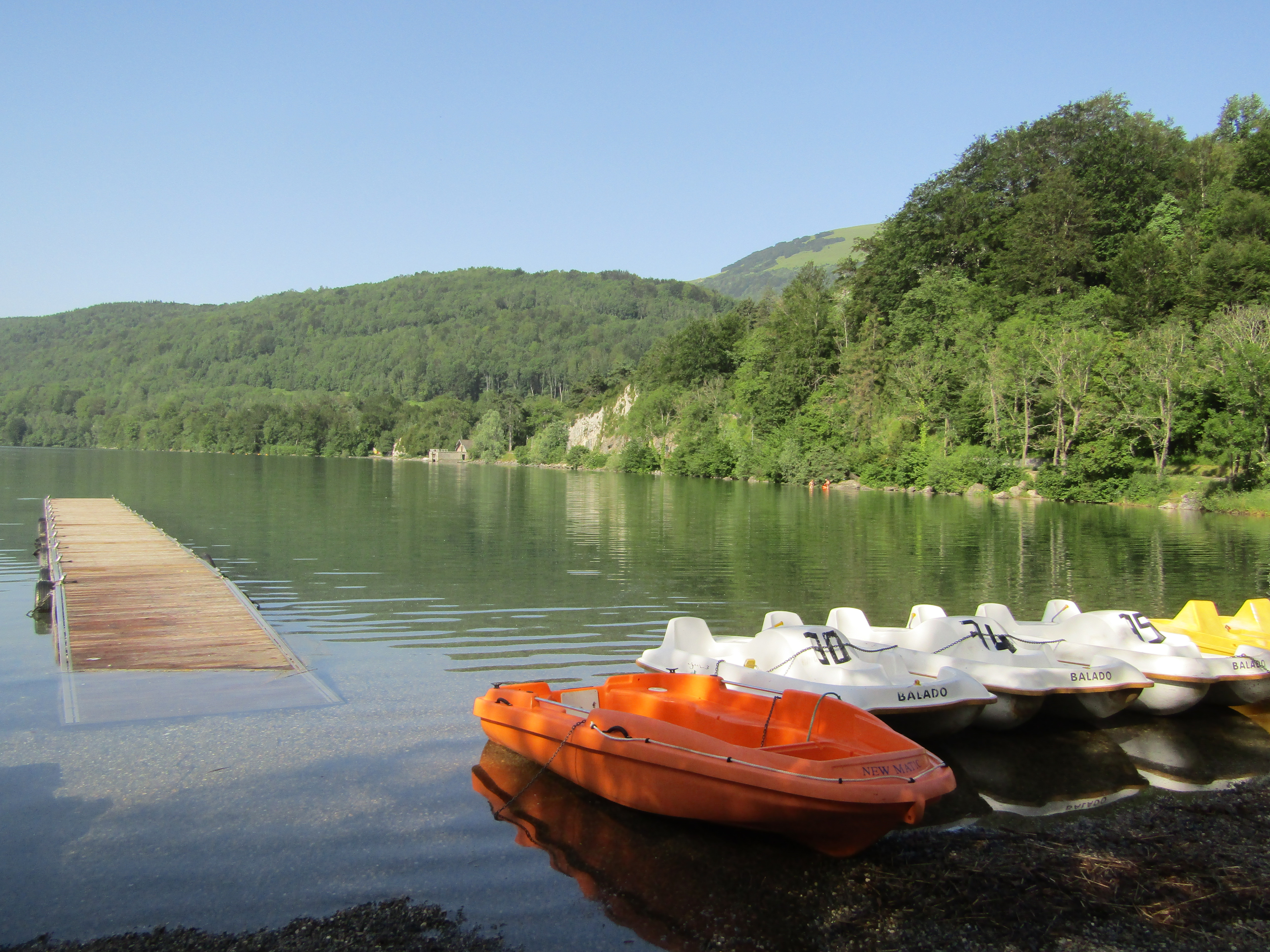
Grand Lac de Laffrey (plage nord)
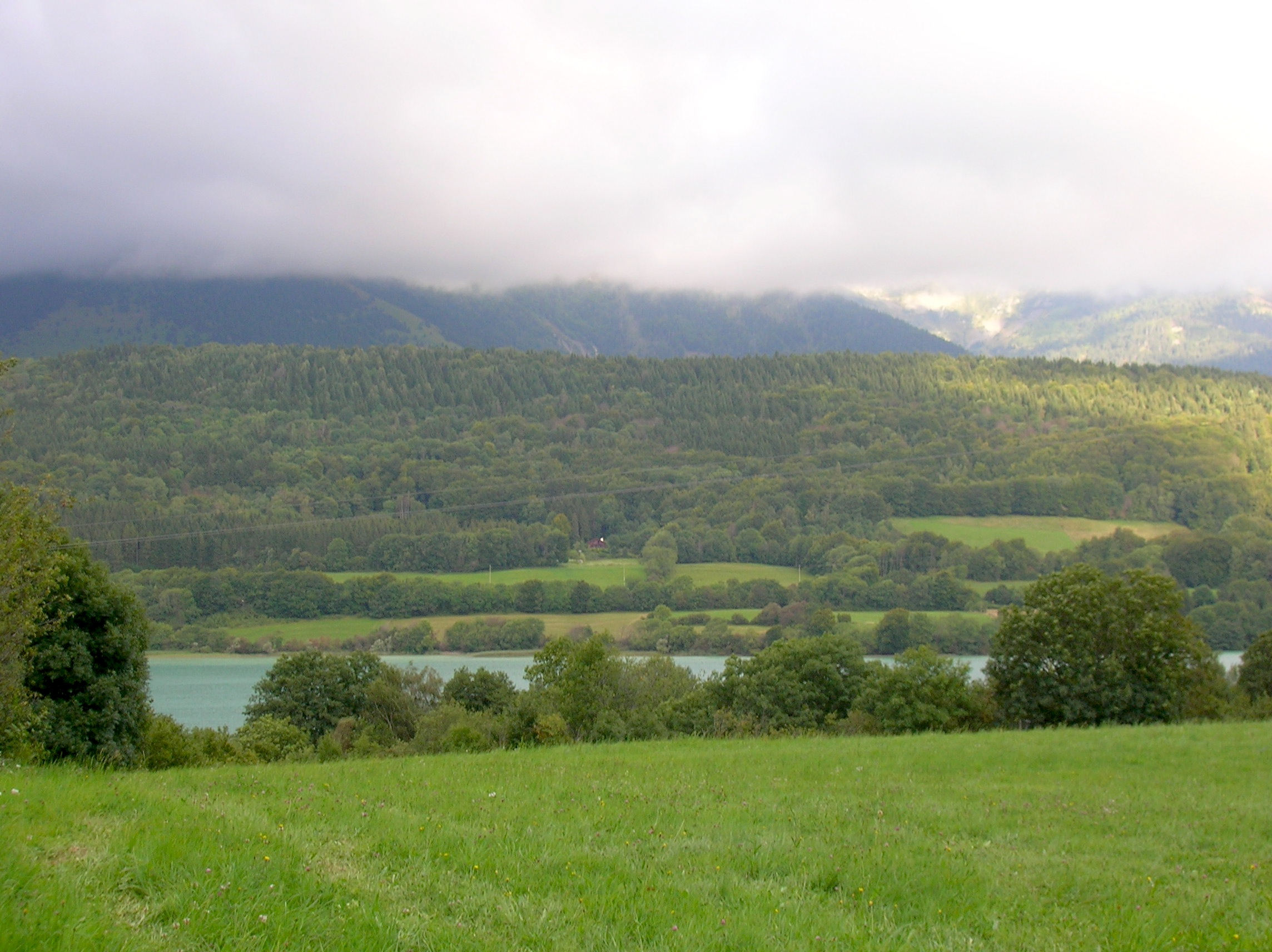
Lac de Petitchet
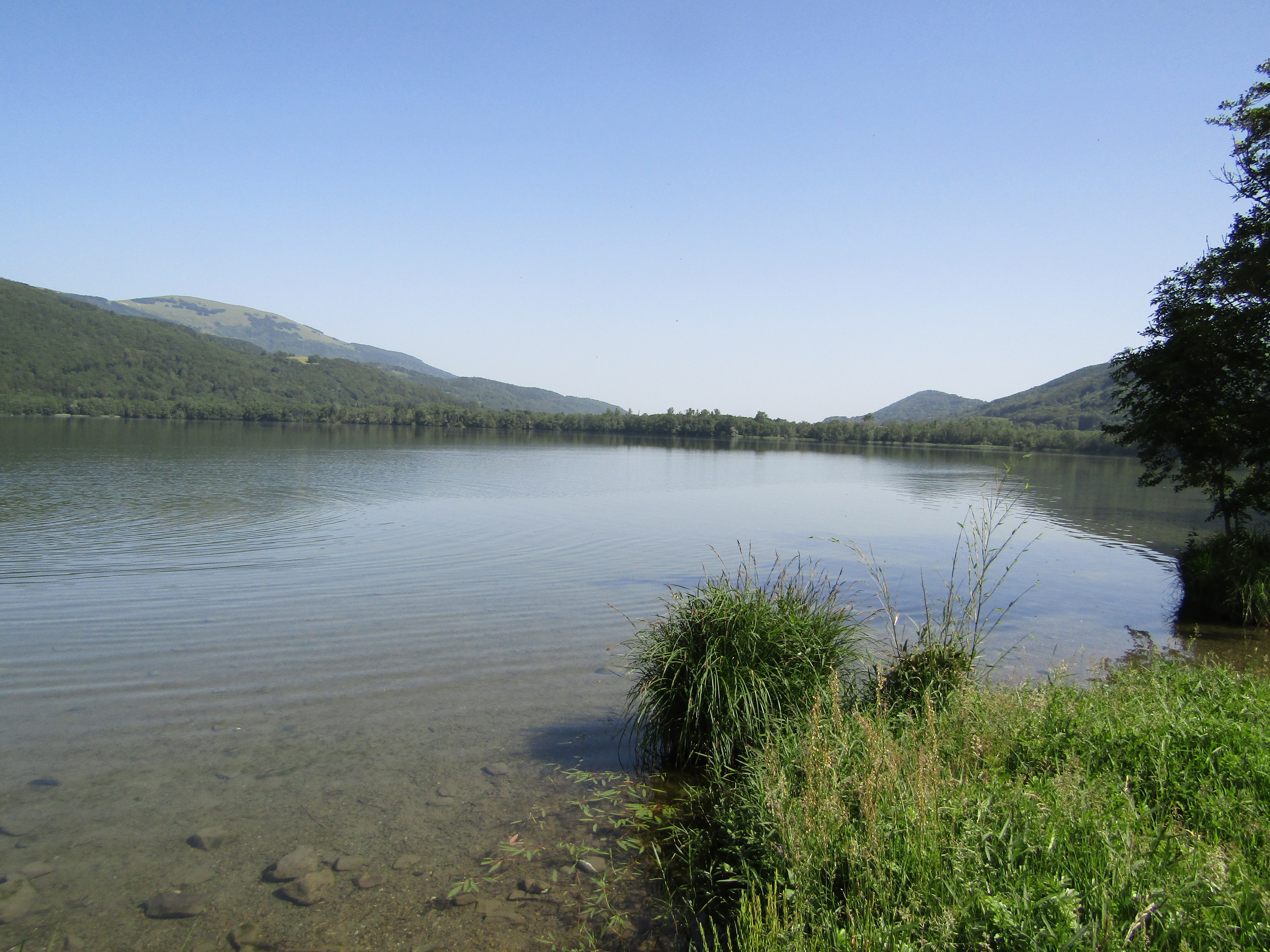
Lac de Pierre-Chatel (rive sud) en juin 2019